# Darko Decimavilla
Darko Decimavilla (Madrid, 1987) es una persona dedicada al activismo LGBTIQ+, particularmente al de las personas no binarias. Fundó la asociación No Binaries España.

## Biografía
Darko Decimavilla García nació en Madrid en 1987. En 2014, con 26 años de edad, se identificó como persona no binaria, tras una charla en el Consejo de la Juventud de España.
En 2020, junto con Kaen Aguado, Pau Eloy-García, fundó No Binaries España, que nació como una cuenta de Instagram, y que en 2021 fue reconocida como asociación. Ostenta la presidencia de la asociación desde su fundación. Ese mismo año también ocupó la portavocía adjunta de Más Madrid en el distrito de Tetuán.
En 2022, tras tres años de trámites, consiguió registrar en su documento nacional de identidad el nombre con el que se identifica  y con el que la gente le reconoce, Darko, que eligió por la película de ciencia ficción de 2001 Donnie Darko. En abril de ese año su identidad de género fue cuestionada por Lucía Etxebarría en un hilo de Twitter, por lo que Decimavilla decidió denunciar a la escritora ante la Consejería de Familia, Juventud y Política Social de la Comunidad de Madrid.
En 2023 participó en un capítulo del programa de telerrealidad First Dates, emitido por Cuatro. Ese mismo año publicó Libres. Historias de vidas más allá de lo binario, un libro donde recoge historias y relatos biográficos de personas no binarias.
Desde 2024, Darko colabora en El tablero de Canal Red, un programa de análisis político presentado por la periodista Laura Arroyo.

## Obras
- Libres (2023)